# Suncus fellowesgordoni
Suncus fellowesgordoni є видом ссавців родини Soricidae. Це ендемік Шрі-Ланки. Йому загрожує втрата середовища проживання. Він був названий на честь дружини А. К. Тутейна-Нолтенія, Марджорі, уродженої Феллоуз-Гордон, яка зібрала зразки землерийки та надала їх Філліпсу.

## Опис
Шрі-ланкійські землерийки мають довжину голови й тулуба 5–6 см з хвостом 3 см завдовжки. Самиці більші за самців. Зверху вони темно-шоколадно-коричневі до чорно-коричневих, а знизу темно-сірі з сріблястим блиском. Горло дуже сірого кольору, тоді як морда, вуха та передні лапи рожеві, а кігті червонувато-коричневі. На хвості сірі волоски темні зверху і світлі знизу.

## Спосіб життя
Ця нічна і наземна землерийка живе в гірських лісах і вологих луках патани.